# بو روبنسون
بو روبنسون (بالإنجليزية: Bo Robinson)‏ هو لاعب كرة قدم أمريكية أمريكي، ولد في 27 مايو 1956 في لاميسا في الولايات المتحدة.

## وصلات خارجية
- بو روبنسون على موقع مرجع كرة القدم المحترفة.كوم (الإنجليزية)
- بو روبنسون على موقع JustSportsStats.com (الإنجليزية)
- بو روبنسون على موقع كلية كرة القدم في سبورتس رفرنس.كوم (الإنجليزية)